# TT376
TT376 (Theban Tomb 376) è la sigla che identifica una delle Tombe dei Nobili ubicate nell'area della cosiddetta Necropoli Tebana, sulla sponda occidentale del Nilo dinanzi alla città di Luxor, in Egitto. Destinata a sepolture di nobili e funzionari connessi alle case regnanti, specie del Nuovo Regno, l'area venne sfruttata, come necropoli, fin dall'Antico Regno e, successivamente, sino al periodo Saitico (con la XXVI dinastia) e Tolemaico.

## Titolare
TT376 era la tomba di:
| Titolare     | Titolo   | Necropoli       | Dinastia/Periodo | Note |
| ------------ | -------- | --------------- | ---------------- | ---- |
| nome perduto | non noto | Dra Abu el-Naga | XVIII dinastia   |      |

## Biografia
Nessuna notizia biografica è ricavabile.

## La tomba
Il nome del titolare di TT376 è andato perduto, così come il suo titolo; è costituita da una sala rettangolare da cui si dipartono due corridoi non esplorati. Sulle pareti: resti di scene non più leggibili (2-3 in planimetria) o scarsamente identificabili: alcune giare (1); una fanciulla in offertorio al defunto e alla moglie (4) e una stele (5) con portatori di offerte.

### Annotazioni
1. ↑  La numerazione dei locali e delle pareti segue quella di Porter e Moss 1927, p. 428.
2. ↑  La prima numerazione delle tombe, dalla numero 1 alla 252, risale al 1913 con l'edizione del "Topographical Catalogue of the Private Tombs of Thebes" di Alan Gardiner e Arthur Weigall. Le tombe erano numerate in ordine di scoperta e non geografico; ugualmente in ordine cronologico di scoperta sono le tombe dalla 253 in poi.
3. ↑  I campi della Duat, ovvero l'aldilà egizio, si trovavano, secondo le credenze, proprio sulla riva occidentale del grande fiume.
4. ↑  Nella sua epoca di utilizzo, l'area era nota come "Quella di fronte al suo Signore" (con riferimento alla riva orientale, dove si trovavano le strutture dei Palazzi di residenza dei re e i templi dei principali dei) o, più semplicemente, "Occidente di Tebe".
5. ↑  le Tombe dei Nobili, benché raggruppate in un'unica area, sono di fatto distribuite su più necropoli distinte.
6. ↑  Le note, sovente di inquadramento topografico della tomba, sono tratte, fino alla TT252, dal "Topographical Catalogue" di Gardiner e Weigall, ed. 1913 e fanno perciò riferimento alla situazione dell'epoca.

### Fonti
1. ↑  Gardiner e Weigall 1913.
2. ↑  Donadoni 1999,  p. 115.
3. ↑  Porter e Moss 1927, p. 433.
4. 1 2  Porter e Moss 1927,  p. 434.